# Калина Кантрі
«Калина Кантрі» (англ. Kalyna Country Ecomuseum) — еко-туристичний музей просто неба, що відтворює життя українських першопоселенців у Канаді та їхній побут у 1892-1931 роках.

## Розташування
Музей розташований у центрально-східній частині провінції Альберті, за 50 км. від міста Едмонтон.

## Історія

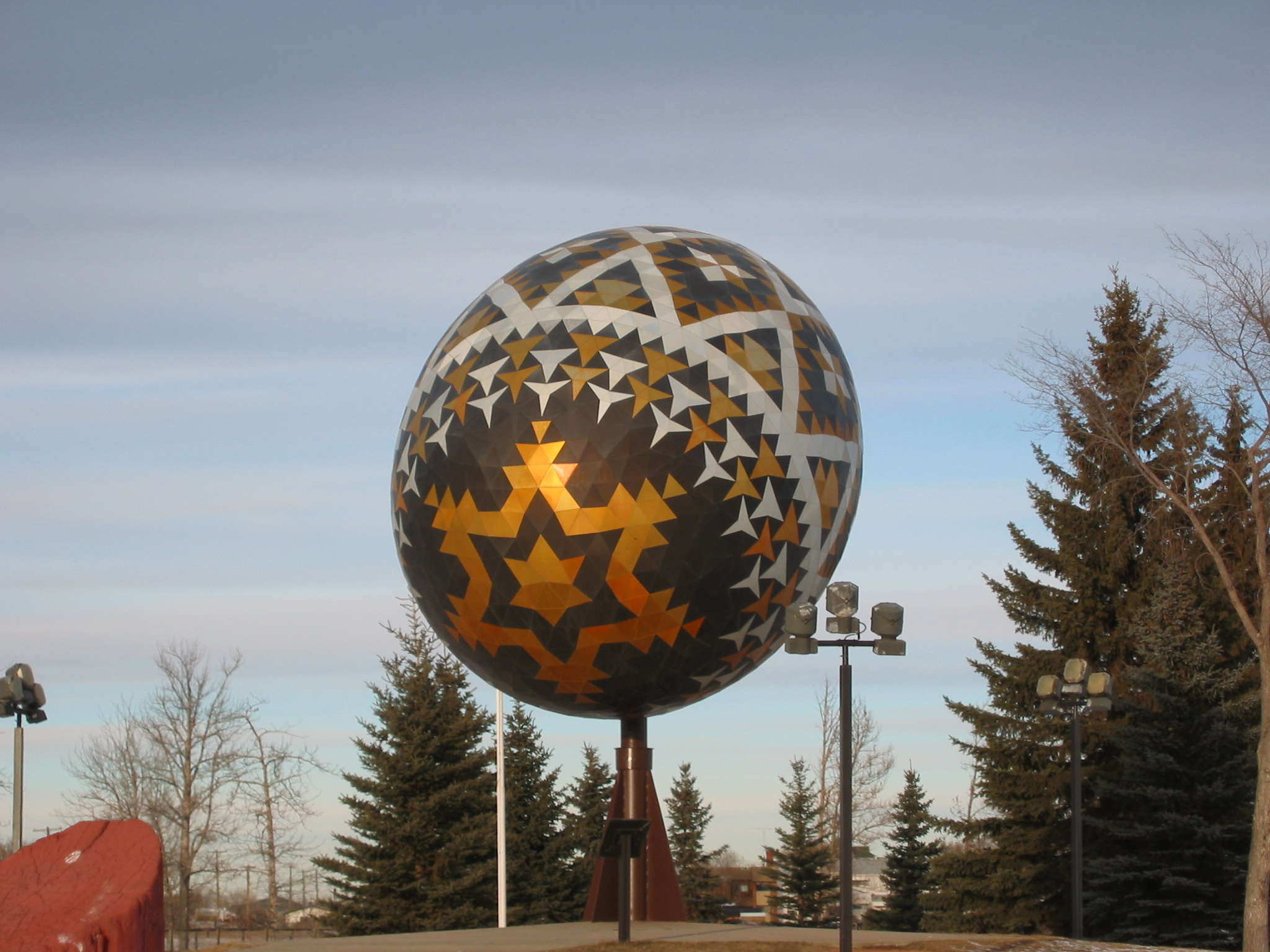
Найбільша в світі писанка в м. Веґревіль

Оскільки історично на цих теренах розкинено багато етнічних українців та їхніх українських церков, — а ще й тому, що в лісостеповій зоні росте калина, — група ентузіастів, вчених та етнографів, за підтримкою місцевих адміністрацій заснувала цей згаданий однойменний проект.
Український фольклор стверджує: "Без Калини немає України". Ягоди калини інколи були важливим компонентом харчування новоприбулих емігрантів на цілинні землі з початком 20-го сторіччя — і не тільки їм, а також торговцям хутрами та індіанцям. «Калина Кантрі» — це круглорічний еко-туристичний музей з різноманітними музеями, пам'ятками, монументами й особливою культурою побуту й відпочинку місцевого населення. Тут протікає річка Північний Саскачеван, оточена з обох боків парком осик і північними лісами, — усе це на території всесвітньовідомих фермерських господарств.
У «Калина Кантрі» можна визначити такі популярні туристичні атракціони: Село україноканадської культурної спадщини, місто Веґревіль зі своєю найбільшою у світі писанкою, селище Мандер з найбільшим у світі пам'ятником ковбасі, село Глендон з найбільшим у світі пам'ятником варенику, місто Колд-Лейк з його околицями, у 12-кілометровому радіусі яких розташовано аж 48 християнських храмів — переважно українських.